# Ліу Сюе Хуа
Ліу Сюе Хуа (кит.: 劉雪華; піньїнь: Liú Xuě-huá) — тайванська акторка.
Народилась 12 листопада 1959 року в Пекіні, Китай.